# Fehim Ćurčić
Fehim Ćurčić (1866, někdy chybně 1886, Sarajevo, osmanská říše – 12. února, někdy uváděno 13. února, 1916 Grimmenstein, Dolní Rakousy, Rakousko-Uhersko) byl bosenskohercegovský politik bosňáckého původu. V letech 1910–1915 byl sarajevským starostou. Rodinné příjmení bývá často psáno i ve tvaru Čurčić, což sice odpovídá sarajevskému dialektu bosenského jazyka (nerozlišuje ć a č), ale nikoli již standardu.

## Životopis
Muslimská rodina Ćurčićů od 17. století pobývá v Sarajevu, kam se uchýlila po útěku z Budína. Po neúspěšném druhém obelhání Vídně osmanskými Turky sultán postupně ztratil celé Uhry a většina muslimského obyvatelstva tehdy odešla hlouběji do osmanské říše, nezřídka do Bosny. Od té doby mužští členové rodiny Ćurčićů vykonávali vojenské a správní úřady v Bosenském ejáletu. Fehimův předek Salih-aga Ćurčić se narodil v Budíně, ale původem byl zřejmě z bosenského Livna. Do Sarajeva přišel roku 1696 se svým synem Jašerem Sadikem a bratrem Hasanem. Salih-aga pak v Sarajevu roku 1736 založil rodinnou islámskou nadaci, vakuf. Pozemkové vlastnictví rodiny se soustředilo kolem dnešní Jahja-pašovy (Ćurčićovy) mešity a Fakulty islámských věd. Tato část Sarajeva se kolokviálně nazývala Ćurčića brijeg (Ćurčićův ostroh), jinak také Jahja-pašova mahala.
O Ćurčićově dětství a raném mládí nejsou bližší zprávy. V rodném městě navštěvoval mekteb, muslimskou základní školu. Poté již jen pobíral materiální podporu od své majetné rodiny. Jeho otec Ragib-efendija (1824–1888) byl za osmanské vlády předsedou obchodního soudu v Sarajevu a katastru, dále náčelníkem bihačské livy (okruhu) a nakonec i sarajevským starostou (1875 a od března do srpna 1878). Po rakousko-uherském záboru Bosny a Hercegoviny Ragib-efendija působil v sarajevském zastupitelstvu (1878–1884). Roku 1883 byl jmenován soudcem Vrchního šarí‘atského soudu v Sarajevu a na tomto postu setrval až do své smrti.

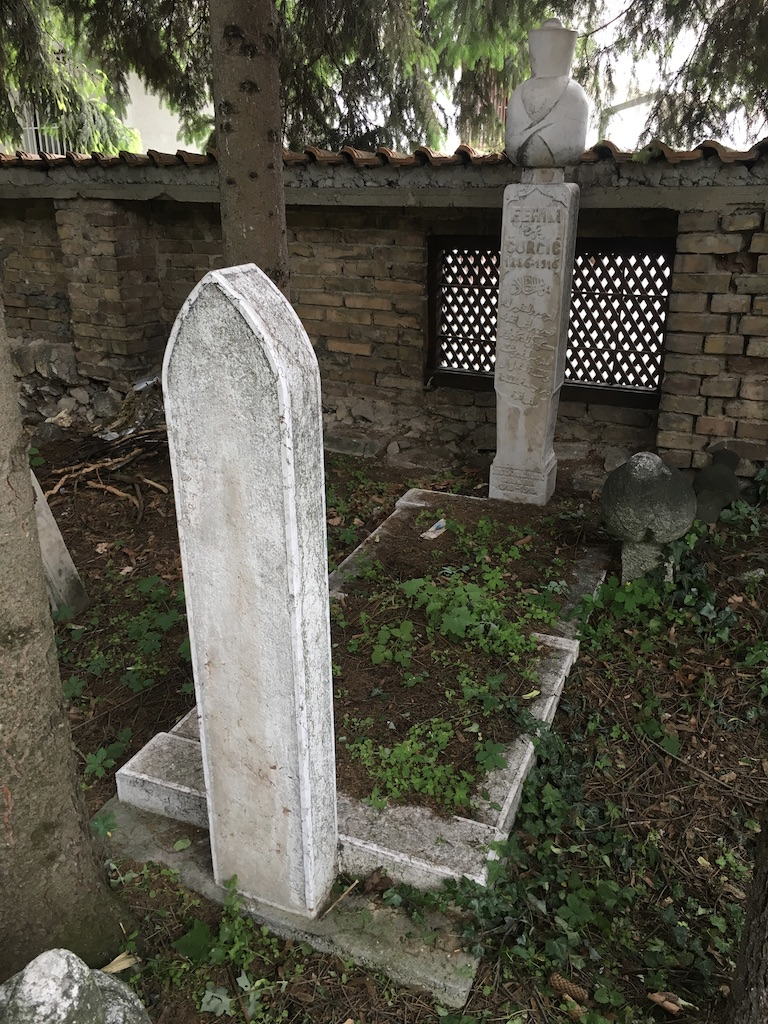
Hrob Fehima Ćurčiće ve dvoře Jahja-pašovy (Ćurčićovy) mešity Sarajevu

Na podzim roku 1879 Fehim Ćurčić nastoupil do prvního ročního nově otevřeného sarajevské gymnázia, tehdy jediného v zemi. Tuto školu však z neznámých příčin a neznámo kdy opustil. Nicméně je třeba uvážit, že z původních 42 žáků osmileté gymnázium roku 1887 dokončili a odmaturovali pouze 4.
Fehim Ćurčić patřil mezi první Bosňany, a jako jediný muslim, kteří roku 1884 dokončili vojenský kurz pro důstojníky v záloze s hodností poručíka. Od poloviny 80. let působil jako písař, nejprve v chotárském (okresním) úřadě v Banja Luce, později v Žepče (od srpna 1886) a Sarajevu (od října 1887, později přešel do úřadu Zemské vlády v pozici definitivního kancelisty, nižšího úředníka). Od roku 1890 byl definitivním písařským praktikantem v Zemské vládě v Sarajevu.
Opakovaně byl zvolen do sarajevského městského zastupitelstva (1899, 1902, 1905, 1910 a 1913, 1896 a 1908 byl pouze náhradníkem). Po definitivní rezignaci Esada Kuloviće byl dne 29. prosince 1910 jmenován sarajevským starostou. Před smrtí byl rovněž členem představenstva Rakousko-bosenské banky.
V závěru svého života byl dlouhodobě nemocný. Již před koncem roku 1915 odcestoval na léčení do Rakous, konkrétně sanatoria v městečku Grimmenstein, kde následně 12. února 1916 i zemřel. Posmrtné ostatky byly dovezeny do Sarajeva až 20. února. Tímto byla porušena muslimská tradice zemřelého pohřbít nejdéle tři dny od smrti. Hned 21. února byl nebožtík vystaven ve svém domě (Ćemerlina 38) a následně přenesen do Gazi Husrev-begovy mešity, kde proběhla zádušní mše. Odsud byl zesnulý odnesen a uložen na hřbitově u sarajevské Ćurčićovy mešity.
Ćurčić byl ženatý se dcerou sarajevského obchodníka a zastupitele Mujagy Mehremiće a s ní přivedl na svět dva syny. Sead ani Fahrudin (1911–1993) neměli mužské potomky.